# 8111 Hoepli
8111 Hoepli este un asteroid din centura principală de asteroizi.

## Descriere
8111 Hoepli este un asteroid din centura principală de asteroizi. A fost descoperit pe 2 aprilie 1995 la Sormano de Augusto Testa și Valter Giuliani. El prezintă o orbită caracterizată de o semiaxă mare de 2,65 ua, o excentricitate de 0,18 și o înclinație de 13,8° în raport cu ecliptica.